# East Shoreham
East Shoreham és una concentració de població designada pel cens dels Estats Units a l'estat de Nova York. Segons el cens del 2000 tenia 5.809 habitants.

## Demografia
Segons el cens del 2000, East Shoreham tenia 5.809 habitants, 1.787 habitatges, i 1.588 famílies. La densitat de població era de 438,9 habitants per km².
Dels 1.787 habitatges en un 48,2% hi vivien nens de menys de 18 anys, en un 78,6% hi vivien parelles casades, en un 7,8% dones solteres, i en un 11,1% no eren unitats familiars. En el 9% dels habitatges hi vivien persones soles el 3,1% de les quals corresponia a persones de 65 anys o més que vivien soles. El nombre mitjà de persones vivint en cada habitatge era de 3,2 i el nombre mitjà de persones que vivien en cada família era de 3,4.
Per edats la població es repartia de la següent manera: un 29,9% tenia menys de 18 anys, un 7% entre 18 i 24, un 27,6% entre 25 i 44, un 28% de 45 a 60 i un 7,5% 65 anys o més.
L'edat mediana era de 37 anys. Per cada 100 dones de 18 o més anys hi havia 95,9 homes.
La renda mediana per habitatge era de 85.916 $ i la renda mediana per família de 88.020 $. Els homes tenien una renda mediana de 61.359 $ mentre que les dones 35.536 $. La renda per capita de la població era de 29.485 $. Entorn del 3,4% de les famílies i el 4,1% de la població estaven per davall del llindar de pobresa.